# Alberto Lopo
Alberto Lopo García (Barcelona, 5 de maio de 1980) é um futebolista espanhol que atua como zagueiro.

## Carreira
Lopo começou sua carreira no RCD Espanyo, e fez época no Deportivo de La Coruña.